# Криспијано
Криспијано (итал. Crispiano) је насеље у Италији у округу Таранто, региону Апулија.
Према процени из 2011. у насељу је живело 12429 становника. Насеље се налази на надморској висини од 252 м.

## Становништво
| 1951. | 1961. | 1971. | 1981.  | 1991.  | 2001.  | 2011.  |
| ----- | ----- | ----- | ------ | ------ | ------ | ------ |
| 8.559 | 8.532 | 8.972 | 11.452 | 12.905 | 12.973 | 13.568 |